# Seznam osebnosti iz Občine Sveta Trojica v Slovenskih goricah
Seznam osebnosti iz Občine Sveta Trojica v Slovenskih goricah vsebuje osebnosti, ki so se tu rodile, delovale ali umrle.
Občina Sveta Trojica v Slovenskih goricah ima 8 naselij Gočova, Osek, Spodnja Senarska, Spodnje Verjane, Sveta Trojica v Slovenskih goricah, Zgornja Senarska, Zgornje Verjane in Zgornji Porčič.

## Kultura in umetnost
- Maks Kavčič (1909 Zgornji Porčič – 1973, Maribor), slovenski slikar, scenograf in restavrator
- Zdenka Golob (1928 Sveta Trojica v Slovenskih goricah – 2018]]), slovenska slikarka, ilustratorka, grafičarka in pedagoginja
- Ivo Brnčić (1912, Sveta Trojica v Slovenskih goricah – 1943, Vlasenica, Bosna in Hercegovina), slovenski pesnik, pisatelj, dramatik, literarni kritik, publicist in esejist,

## Gospodarstvo in politika
- Vilko Weixl (1878, Sveta Trojica v Slovenskih goricah – 1950, Maribor), trgovec
- Boris Kraigher (1914, Sveta Trojica v Slovenskih goricah –1967, Sremska Mitrovica), komunist, partizan, politični komisar, politik, narodni heroj
- Srečko Rojs (1909 Osek pri Sv. Trojici, Slovenske gorice–1952, Maribor), partizan in slovenski pomorski častnik

## Družboslovje
- Uroš Kraigher (1909, Sveta Trojica v Slovenskih goricah –1984, [[Ljubljana]),  publicist, prevajalec in urednik
- Oroslav Caf (1814, Zgornje Verjane v Slovenskih goricah]] –1874, [[Ptuj]), jezikoslovec, pesnik in duhovnik
- Janko Bezjak (1862, Sveta Trojica v Slovenskih goricah –1935, [[Maribor]), slovenski učitelj, šolnik, jezikoslovec in pedagoški pisec

## Religija
- Lovro Vogrin (1809, Spodnja Senarska) – 1869, Maribor), duhovnik in narodni buditelj
- Ludvik Pečko (1804, Gočova) – 1873, Ptuj), duhovnik, redovnik, minorit in kronist
- Emerik Landergott (1872, Sveta Trojica v Slovenskih goricah) – 1959, Maribor), duhovnik, redovnik, frančiškan in nabožni pisatelj
- Nikolaj Meznarič (1872, Dobova – 1920, Sveta Trojica v Slovenskih goricah), rimskokatoliški duhovnik, redovnik in nabožni pisatelj
- Benedikt Vogrin (med 1661 in 1662, Sostro – 1712, Sveta Trojica v Slovenskih goricah), duhovnik, redovnik, avguštinec eremit in pridigar